# Ипатьевская летопись
Ипа́тьевская ле́топись — один из древнейших русских летописных сводов и важнейших документальных источников по истории Киевской Руси.

## Списки
Сохранились два основных списка летописи (Ипатьевский и Хлебниковский) и четыре производных списка, восходящих к Хлебниковскому:
- Ипатьевский (Академический) список. На 307 листах (один из вариантов её цитирования — по данному делению). Датируется концом 1420-х годов[1]. В XVII веке этот список находился в Ипатьевском монастыре под Костромой, откуда летопись и получила название. В 1809 году она была найдена в Библиотеке Академии наук историографом Николаем Карамзиным[2]. Список написан пятью почерками, но к единому мнению, где была написана летопись, исследователи так и не пришли. В настоящее время хранится в Библиотеке Академии наук[3].
- Хлебниковский список (Несторовский список). Датируется примерно 1560 годом, создан, вероятно, в Киево-Печерском монастыре. Ряд листов в нём перепутан, другие утрачены и восстановлены по более древнему списку. Обнаружен среди рукописей библиофила Петра Хлебникова в 1809 году Карамзиным и введён в научный оборот[4].
- Погодинский список. Датируется примерно 1620 годом. Является копией Хлебниковского[5]. Одно время принадлежал Михаилу Погодину. После приобретения коллекции Погодина в 1852 году Николаем I вместе с другими рукописями поступил в Публичную библиотеку.
- Список Яроцкого. Датируется 1651 годом, в Библиотеку Академии наук поступил в 1910 году от Я. В. Яроцкого, директора коммерческого училища в городе Кременце Волынской губернии. Представляет собой переработку Хлебниковского списка[6].
- Ермолаевский список. Датируется 1710-ми годами, предположительно изготовлен в Киеве для князя Дмитрия Голицына. Этот список в текстологическом отношении восходит к Хлебниковскому, но имеет более яркие лексические признаки украинского происхождения и множество разночтений, напечатанных в издании 1908 года отдельно, в особом Приложении[7]. Сопоставление с Хлебниковским списком показывает, что большинство разночтений Ермолаевского списка появились в результате банальных ошибок переписчика, который был очень невнимателен и к тому же плохо понимал древнерусский текст. Из помет на рукописи следует, что список в разные времена принадлежал Василию Алексеевичу Голицину, московскому купцу Матвею Гаврилову, продавшему его в 1769 году Ивану Козмину. Потом список попал в коллекцию Александра Ермолаева, а в 1814 году был приобретён Публичной библиотекой[8].
- Краковский список. Был изготовлен для польского историка Адама Нарушевича около 1795—1796 годов. Это копия Погодинского списка, который для удобства заказчика переписан был латинскими буквами. Представляет ценность как источник реконструкции нескольких фрагментов Погодинского списка, утраченных после 1796 года.

В ПСРЛ летопись напечатана по Ипатьевскому списку с вариантами по Хлебниковскому и Погодинскому.

## Состав

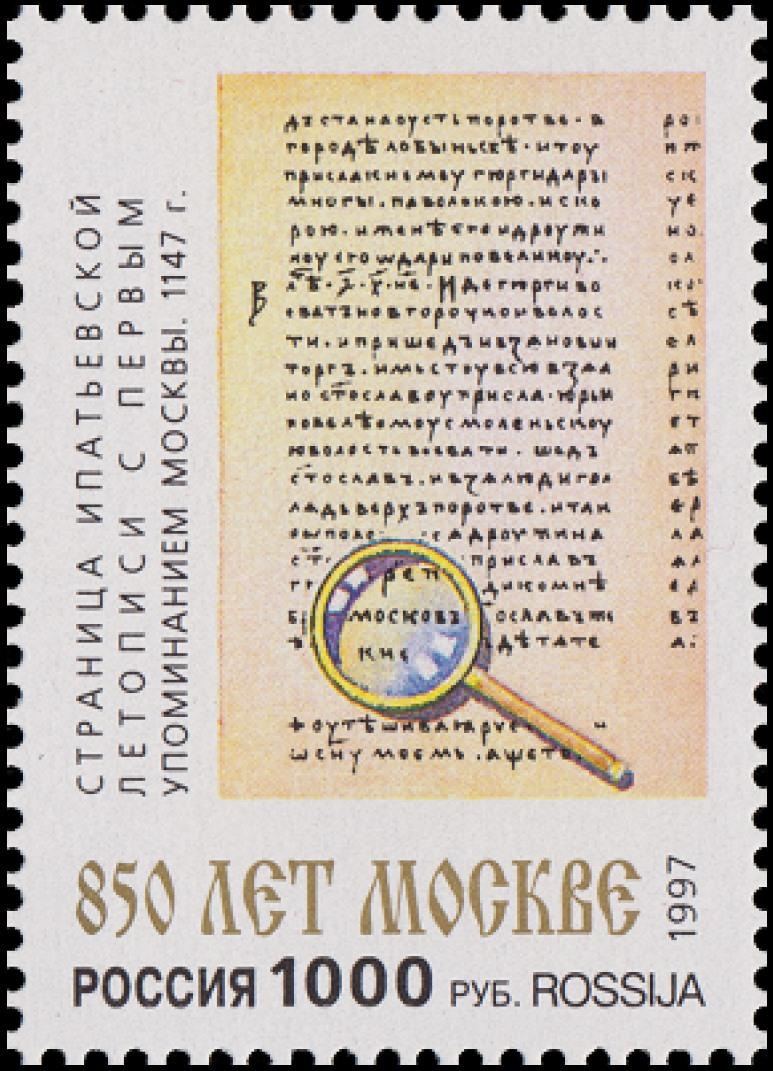
Страница Ипатьевской летописи с первым упоминанием о Москве в 1147 году. Малый лист почтовых марок, изданный Почтой России к 850-летию Москвы, 1997

Общепризнанным в науке является разделение свода на три основных части (в свою очередь, каждая из этих частей имеет весьма сложную структуру):
- Предшествует тексту Перечень киевских князей от Аскольда и Дира до взятия Киева Батыем, (лист 2 об. — стб. 1—2).
- «Повесть временных лет» с продолжением до 1117 года (листы 3—106 об. — по изданию в ПСРЛ: т. II, стб. 2—285).
- Киевская летопись XII века — летописание событий 1118—1198 годов (листы 106—245 об. — стб. 285—715). Особенно подробно изложены события 1146—1152 годов (листы 118—167 — стб. 319—465).
- Галицко-Волынская летопись — события до 1292 года (листы 245—307 об. — стб. 715—938).

Согласно концепции Бориса Рыбакова, необычайно подробное описание событий 1146—1154 года заимствовано из особой «Летописи Петра Бориславича». Они изложены в среднем в двадцать раз подробнее, нежели события предшествующих тридцати лет.
Подробно описан поход Игоря Святославича на половцев в 1185 году, это описание считают особой повестью.
Алексей Шахматов считал, что Ипатьевский и сходные списки являются списками второй редакции, подвергшимися влиянию списков первой редакции. Исходя из текстологического анализа Ипатьевской летописи, он установил, что составитель общерусского Ипатьевского свода пользовался несколькими независимыми друг от друга летописями — Галицко-Волынской XIII века, Киевской начала XII века, Печерской, Черниговской и Владимирской XV века («Владимирским полихроном Фотия», прославлявшим князя Андрея Боголюбского).
Современные исследователи считают вероятным, что летопись могла быть составлена в конце XIII века при митрополите Максиме Гречине, либо в начале XIV века при митрополите Петре Ратенском.
По мнению филолога Александра Ужанкова, первая часть Галицко-Волынской летописи создавалась как совершенно самостоятельное литературное произведение — жизнеописание князя Даниила Романовича Галицкого. Согласно концепции Андрея Горовенко, являющейся развитием построений Ужанкова, «Жизнеописание Даниила Галицкого» было присоединено к Киевской летописи вскоре после 1268 года во Владимире-Волынском по заказу князя Владимира Васильковича. Другими словами, «галицкая» часть будущей Галицко-Волынской летописи присоединена была к Киевской летописи прежде, чем появилась «волынская» часть — продолжение с описанием позднейших событий. Это продолжение составлено было другим книжником во Владимире-Волынском много позже, в 1288—1290 годах.
Александр Шеков предположил, что некоторые сведения Ипатьевской летописи восходят к черниговскому летописанию.

## Особенности редакции «Повести временных лет»
Текст «Повести временных лет» в составе Ипатьевской летописи содержит некоторое число сведений, отсутствующих в Лаврентьевской (различия рассмотрены в исследованиях А. А. Шахматова и комментарии Д. С. Лихачёва к изданию «Повести временных лет»). Помимо ряда мелких различий в одно-два слова, в ней указано:
- Только в Ипатьевской летописи под 862 годом указано, что варяг Рюрик сел в Ладоге[15] (в Лаврентьевской летописи название города опущено; в Новгородской первой (Н1Л), Новгородской четвёртой (Н4Л) и Софийской первой (С1Л) летописях назван Новгород[16]).
- Святослав Игоревич родился в 942 году[17]. В Н1Л, Н4Л, С1Л и Никоновской летописи (НикЛ) даты рождения нет.
- Владимир Святославич крестился в церкви Софии в Херсонесе[18] (по Лаврентьевской — в церкви св. Василия, по Радзивиловской — в церкви св. Богородицы[19], по Н1Л — в церкви «св. Василиска»[20], по Н4Л, С1Л, НикЛ и ВоскрЛ — в церкви св. Иакова[21]).
- Указано, что Ярослав Владимирович был 18 лет к 1016 году[22] (та же цифра в С1Л[23]), что явно ошибочно, и в других летописях указано 28 лет.
- Под 1050 годом указана дата смерти княгини Ирины — 10 февраля[24] (в С1Л дата 14 февраля[25]). Нет даты в Н1Л, Н4Л, НикЛ.
- Под 1076 годом указано рождение Мстислава Владимировича[26]. Нет в Н1Л, Н4Л, С1Л, НикЛ.
- Под 1086 годом сообщается об основании Всеволодом Ярославичем церкви св. Андрея[27] и о походе Всеволода к Перемышлю в 1087 году[28]. Нет в Н1Л, Н4Л, С1Л, НикЛ.
- Под 1088 годом указаны дополнительно имена трех епископов[28]. Есть в Н4Л[29], нет в Н1Л, С1Л и НикЛ.
- Под 1098 годом указано на закладку Владимиром церкви св. Богородицы в Переяславле и Остёрского городка[30]. Нет в Н1Л, Н4Л, НикЛ.
- Под 1099 годом указание на небесное знамение в апреле во Владимире[30]. Нет в Н1Л, Н4Л, С1Л, НикЛ.
- Под 1101 годом указано на заложение церкви св. Богородицы в Смоленске[31]. Есть в Н4Л, НикЛ[32]. Нет в Н1Л, С1Л.
- Под 1102 годом указано на рождение сына Андрея у Владимира Мономаха и на смерть Владислава Польского[33]. В НикЛ указано только первое[34], в Н1Л, Н4Л, С1Л ничего.
- Под 1105 годом указано на поход Боняка зимой против торков и берендеев[35]. Нет в Н1Л, Н4Л, С1Л, НикЛ.
- Указано на солнечное затмение в августе 1106 года[36], однако отсутствует упоминание Збигнева (которое есть в Лаврентьевской). Нет в Н1Л, Н4Л, С1Л, НикЛ.
- Под 1110 годом указано на поход половцев к Переяславлю летом[37]. Нет в Н1Л, Н4Л, С1Л, НикЛ.

## Издания

### Оригинал
- ПСРЛ. — Т. II. — СПб., 1843. (издание не включало текст «Повести временных лет» до 1111 года, ибо он был опубликован в виде разночтений к I тому ПСРЛ)
- Повесть временных лет по Ипатскому списку. — СПб.: Археографическая комиссия, 1871.
- ПСРЛ. — Т. II. — 2-е изд. — СПб., 1908. — СПб., 1998. См. Ипатьевская лѣтопись.
- The Old Rus’ Kievan and Galician-Volhynian Chronicles: The Ostroz’kyj (Xlebnikov) and Cetvertyns’kyj (Pogodin) Codices (Harvard Library of Early Ukrainian Literature. Texts: Volume VIII). — Harvard: Harvard University Press, 1991. — ISBN 9780916458379. (англ.)

### Переводы на современный русский язык
- Летописный рассказ событий Киевской, Волынской и Галицкой Руси от её начала до половины XIV века / Изд. А. Клеванов. — М.: Тип. А. И. Мамонтова и К°, 1871. — 498 с. Содерж.: Лаврентьевская летопись — летопись Нестора; Ипатьевская летопись; Волынская летопись. Перевод А. С. Клеванова.
- Древнерусские летописи / Пер. и коммент. В. Панова; Статьи В. Лебедева и В. Панова. — М.—Л.: Academia, 1936. Содерж.: Начальная летопись; Киевская летопись; Галицко-Волынская летопись.

Существуют также переводы «Повести временных лет» по Ипатьевской летописи на украинский язык, Киевской летописи на польский язык и переводы Галицко-Волынской летописи на украинский и английский языки.